# Turducken

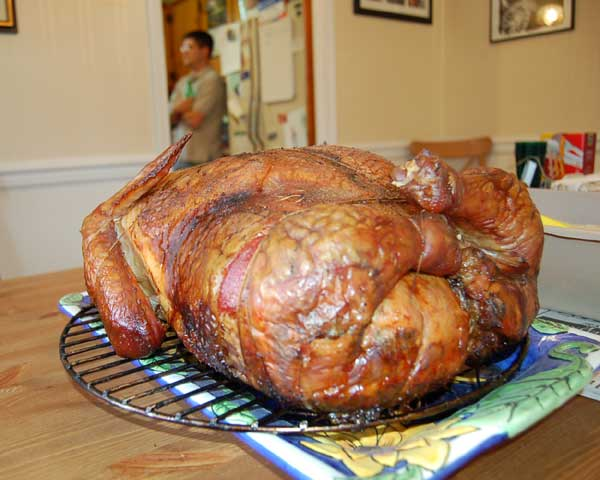
Un turducken.

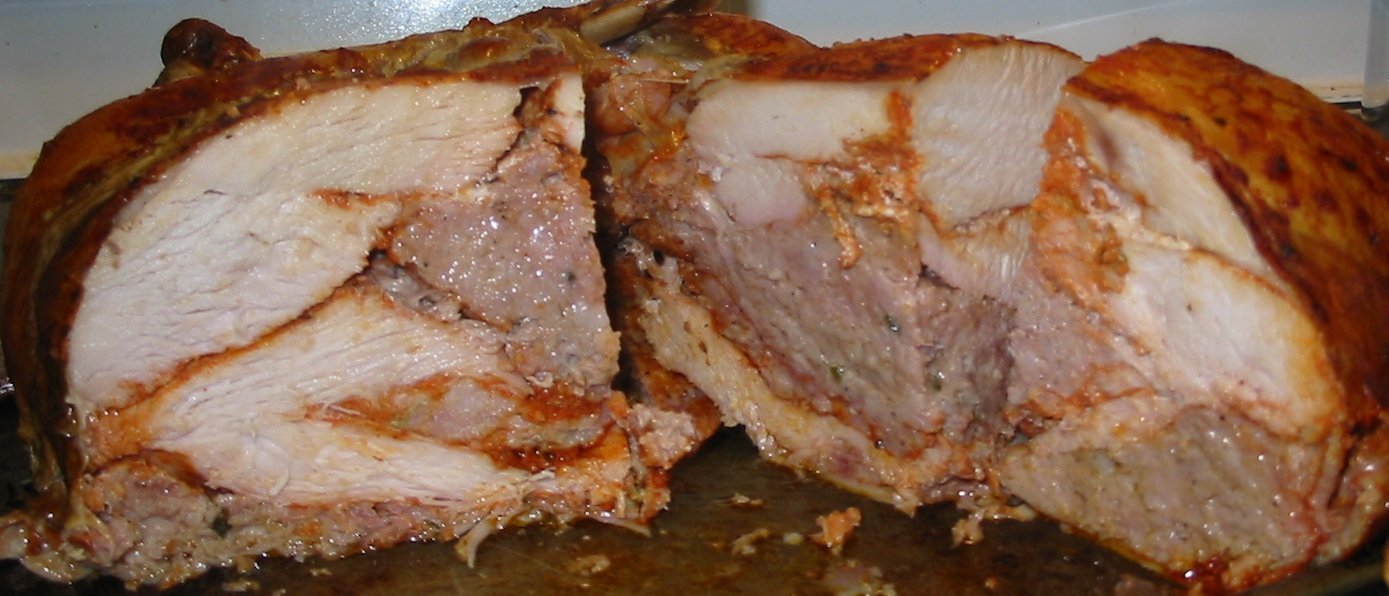
Corte de un turducken relleno de salchicha para mostrar la capas internas.

Un turducken (pavo a la matrioska) es un plato consistente en un pavo deshuesado relleno con un pato deshuesado, a su vez relleno con un pollo pequeño deshuesado. El nombre es una contracción de turkey (‘pavo’), duck (‘pato’) y chicken (‘pollo’).
La cavidad torácica del pollo o la gallina salvaje y el resto de los huecos se rellenan, a veces con una mezcla muy condimentada de pan rallado o carne de salchicha, aunque algunas versiones emplean un relleno diferente para cada ave. El resultado es una pieza de capas de aves relativamente sólida, adecuada para ser braseada o asada, a la parrilla o a la barbacoa.

## Historia
Los asados anidados de pájaros u otros animales están documentados desde hace siglos. El pastel de Navidad de Yorkshire, un plato inglés servido en el siglo XVIII, consiste en cinco pájaros diferentes en capas o anidados, y se hornea hasta obtener una buena corteza. El pastel era elaborado normalmente solo por los ricos.
En su Almanach des Gourmands de 1807, el gastrónomo Grimod de La Reynière presentó su rôti sans pareil (‘asado sin igual’): una avutarda rellena con un pavo, un ganso, un faisán, un pollo, un pato, una pintada, una cerceta, una becada, una perdiz, un chorlito, un avefría, una codorniz, un zorzal, una alondra, un escribano hortelano y una curruca mosquitera, aunque afirma que, como asados parecidos eran elaborados por los antiguos romanos, el plato no era completamente nuevo. El último pájaro es tan pequeño que puede rellenarse con una sola aceituna, lo que sugiere que, a diferencia de las versiones modernas, no se añadía ningún relleno entre las diversas piezas. Este plato difícilmente podría cocinarse en la actualidad, debido a que varias de las aves son especies protegidas.
Algunas personas[¿quién?] atribuyen al chef de fusión cajún-criolla Paul Prudhomme la creación del plato como parte de las fiestas de Duvall (Washington) en 1983, pero esto no ha podido verificarse. Un artículo de Calvin Trillin publicado en el número de noviembre de 2005 de la revista National Geographic rastreaba el origen estadounidense del plato hasta la carnicería Hebert's Specialty Meats de Maurice (Luisiana), aunque los lectores señalaron inmediatamente que el concepto del propio plato tenía siglos de antigüedad. Herbert's ha estado produciendo turduckens comercialmente desde 1985, cuando un granjero local de nombre desconocido llevó sus propias aves al establecimiento y pidió que las preparasen de esa forma. La compañía prepara cerca de 5000 turduckens a la semana en época de Acción de Gracias.
El turducken se asocia a menudo con la cultura de la comida casera al aire libre y también con las barbacoas y las mariscadas, si bien alguna gente lo sirve actualmente en lugar del tradicional pavo asado como comida de Acción de Gracias. Como su popularidad se ha extendido desde Luisiana al resto del Deep South y más allá, también es posible encontrarlo en algunas tiendas especializadas de diversas ciudades, o incluso comprarse por correo. La popularidad del turducken se limita principalmente a algunas partes de los Estados Unidos y Canadá.

## Variantes
En el Reino Unido un turducken es un tipo de ballotine llamado ‘asado de tres aves’ (three-bird roast) o ‘asado real’ (royal roast). La Pure Meat Company ofreció un asado de cinco aves (ganso, pavo, pollo, faisán y pichón, relleno con salchicha), descrito como un resurgimiento moderno del tradicional pastel de Navidad de Yorkshire, en 1989; y un asado de tres pájaros (un pato relleno con un pollo relleno con un pichón, con relleno de salvia y manzana) en 1990. Los asados de múltiples aves se encuentran con facilidad.
Una variante del turducken emplea un ganso en lugar de un pavo, de forma que se obtiene un gooducken. Otra variante es el turbaconducken, que incluye una capa de panceta alrededores del pavo.